# Herman Ier de Lippe
Hermann Ier de Lippe (en all. Herman I. zur Lippe ; XIe siècle - 1167 en Italie) était seigneur de Lippe de 1158 à 1167.

## Biographie
Les seigneurs de Lippe, Herman Ier et son frère Bernard Ier, ont été mentionnés pour la première fois en 1123. Leur siège ancestral était le Herrenhof Hermelinghof (de), qui était situé dans la zone qui devint plus tard la ville de Lippstadt.
Hermann et son frère ont fondé un monastère pour les religieuses prémontrées à Cappel (de) vers 1139. Après la mort de Bernard en 1158, il a repris ses domaines. Il était un fidèle disciple d'Henri le Lion. Il lui doit aussi son ascension au pouvoir : il devient vogt (bailli) du Stift de Cappel (de), territoire du monastère qu'il fonde à Cappel et il fut également bailli de Busdorf et de Schötmar.

## Mariage et descendance
Herman Ier était marié à une inconnue et de cette union, deux enfants en sont issus :
- Herman (de) (* vers 1138, † vers 1163)
- Bernard II a fondé les villes de Lippe (aujourd'hui Lippstadt) et Lemgo.